# Dan August (band)
Dan August is een Nederlandse popband bestaande uit Stijn van Dalen (zang), Floris Bosma (gitaar), Javièr den Leeuw (bas) en Olivier Lucas (drums). De band is ontstaan in 2018 en kwam in 2019 voor het eerst naar buiten met hun debuutsingle 'Eyes on the Road'. Dan August komt oorspronkelijk uit Amsterdam en Den Haag.

## Biografie
Dan August is opgericht in 2018 door Stijn van Dalen, Floris Bosma, Martin Scheppink, Javièr den Leeuw en Olivier Lucas. Ze brachten in 2019 hun eerste single 'Eyes on the Road' uit en werden uitgeroepen tot Popronde OOR talent. Kort hierna werd de tweede single 'A Woman's Heart' uitgebracht en werd de band uitgenodigd om het voorprogramma te verzorgen van Van Dik Hout tijdens hun '25 jaar Van Dik Hout' tour. Na de tour succesvol te hebben afgesloten ging de band opnieuw de studio in met Bas van Wageningen (DI-RECT) als producer. Als resultaat van deze samenwerking kwamen in 2020 de singles 'Sophie', 'More Than Yesterday', 'Golden Eyes' en 'Wrong Turn' uit en verscheen de debuut-ep 'Every Little Motion'.  

## Discografie

### Ep's
- 2020 - Every Little Motion

### Singles
- 2019 - Eyes on the Road
- 2019 - A Woman's Heart
- 2020 - Sophie
- 2020 - More Than Yesterday
- 2020 - Golden Eyes
- 2020 - Wrong Turn
- 2021 - Used